# Закарпатський обласний краєзнавчий музей імені Тиводара Легоцького
Закарпатський обласний краєзнавчий музей імені Тиводара Легоцького — краєзнавчий музей у місті Ужгороді (Закарпатська область, Україна), найбільше зібрання пам'яток з історії, етнографії і культури в цілому Українського Закарпаття, міститься у приміщенні Ужгородського замку.

## Історія і структура музею

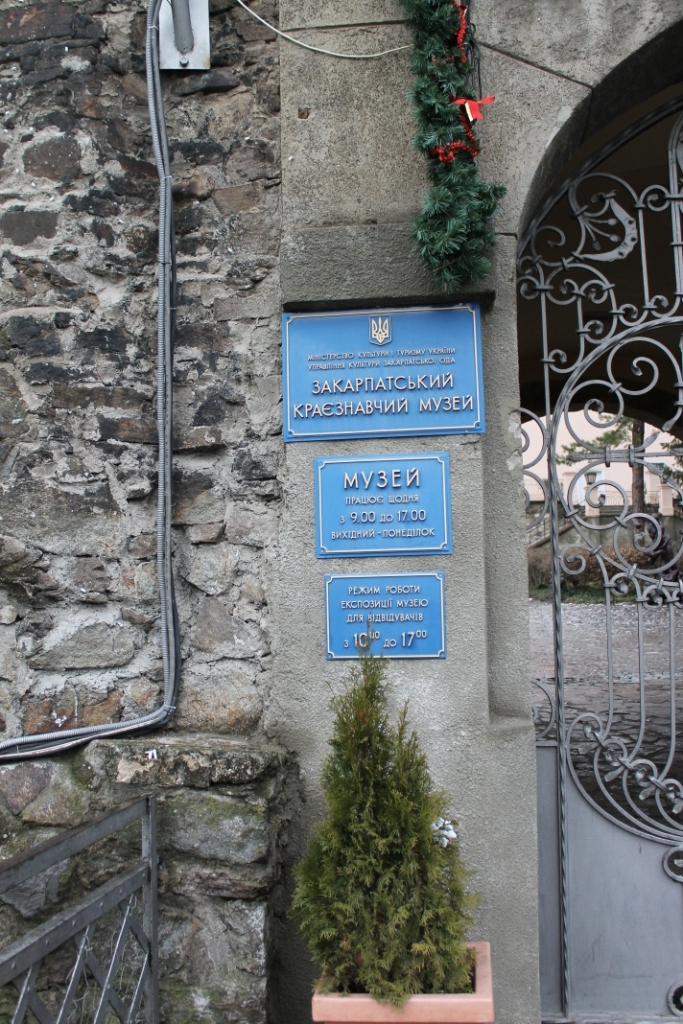
Таблички при вході

Музей заснований 1945 року як Народний музей Закарпатської України, від 1946 року прибрав сучасну назву — Закарпатський краєзнавчий музей. Основу його збірки склали колекції Ужгородського земського музею (заснований 1929 року) та інших музейних осередків краю.
Від 1947 року Закарпатський краєзнавчий музей розміщується в Ужгородському замку — пам'ятці архітектури ХІІІ — XVIII століть.
Починаючи з 1950 року до складу закладу ввійшов Мукачівський музей імені Тиводара Легоцького.
До структури музею на правах відділень-філій входять: меморіальні будинки-музеї народних художників України Федора Манайла та Андрія Коцки.
Від 1991 року при музеї функціонує Центр вивчення народної музичної культури Карпат.
Вже за незалежності України Закарпатському краєзнавчому музею було надано державний статус — відповідно до Постанови КМУ від 2 лютого 2000 року № 209 заклад віднесено до переліку музеїв, в яких зберігаються музейні колекції та музейні предмети, що є державною власністю і належать до державної частини Музейного фонду України, цією ж постановою затверджено структуру закладу:
Закарпатський краєзнавчий музей (вул. Капітульна, 33, м. Ужгород, 88000)
- на правах філіалу Закарпатський художній музей імені Й. Бокшая (вул. Жупанатська, 3, м. Ужгород, 88000),
- на правах відділів:
  - Хустський краєзнавчий музей (вул. Пирогова, 1, м. Хуст, 90401);
  - Свалявський краєзнавчий музей (вул. Шевченка, 4, м. Свалява, 89300);
  - Виноградівський історичний музей (вул. Миру, 4, м. Виноградів, 90300);
  - Меморіальний будинок-музей народного художника України Ф. Манайла (вул. Другетів, 74, м. Ужгород, 88000);
  - Меморіальний будинок-музей народного художника України А. Коцки (вул. Віннична, 20, м. Ужгород, 88000)[1].

У 2017 році музей було перейменовано на Комунальний заклад «Закарпатський обласний краєзнавчий музей імені Тиводара Легоцького».

## Фонди
У фондах закладу зберігається близько 120 тис. пам'яток.

### Історичний фонд
Серед них — цінні археологічна збірка, зокрема одна з найбільших в Україні колекцій бронзових виробів переважно XIII—XII століть до н. е. (бл. 3 тис. одиниць), пам'ятки нумізматики (бл. 12 тис. одиниць), холодна й вогнепальна зброя XIV — початку XX століття, рідкісні рукописи XIV-XVII століть («Мукачівський псалтир» XIV століття, «Королівське Євангеліє» 1401 року та ін.), слов'янські стародруки XVI-XVII століття, унікальні колекції народних музичних інструментів, одягу й вишивок Закарпатської України, історичні документи тощо. Також тут зберігаються історичні пам'ятки переломних в історії краю 1918–1919, 1938-1939, 1944-1945, 1989-1991 та наступних років.

### Природничий фонд
Чимало вартісних експонатів у фондах та експозиціях природознавчого характеру. Це, зокрема, скам'янілий скелет риби-тунця, вік якої становить 46 млн. років, скам'янілі залишки морських їжаків,молюсків, кістки та зуби мамонта, печерного ведмедя, гігантського оленя, зубра, одна з найбільших в Україні колекція опудал птахів та звірів, чисельні колекції гербаріїв і т. д.

### Наукова бібліотека
У науковій бібліотеці музею знаходиться близько 20 тисяч томів цінної краєзнавчої літератури, більша половина яких — видання дорадянського періоду.

## Експозиції

### Експозиція відділу природи
В експозиції відділу природи подано фізико-географічну характеристику Закарпатської області, дані про гори, ліси, гірські перевали, водну систему, ландшафтні зони, флору і фауну, охорону пам'яток тощо.
У першому залі привертають увагу рельєфна карта Закарпаття, розділи про клімат і ґрунти краю, зрізи найпоширеніших дерев, діорама «Дубовий ліс», біогрупа «Крижень-Погонич-Чирок-Тріскунок» та інше.

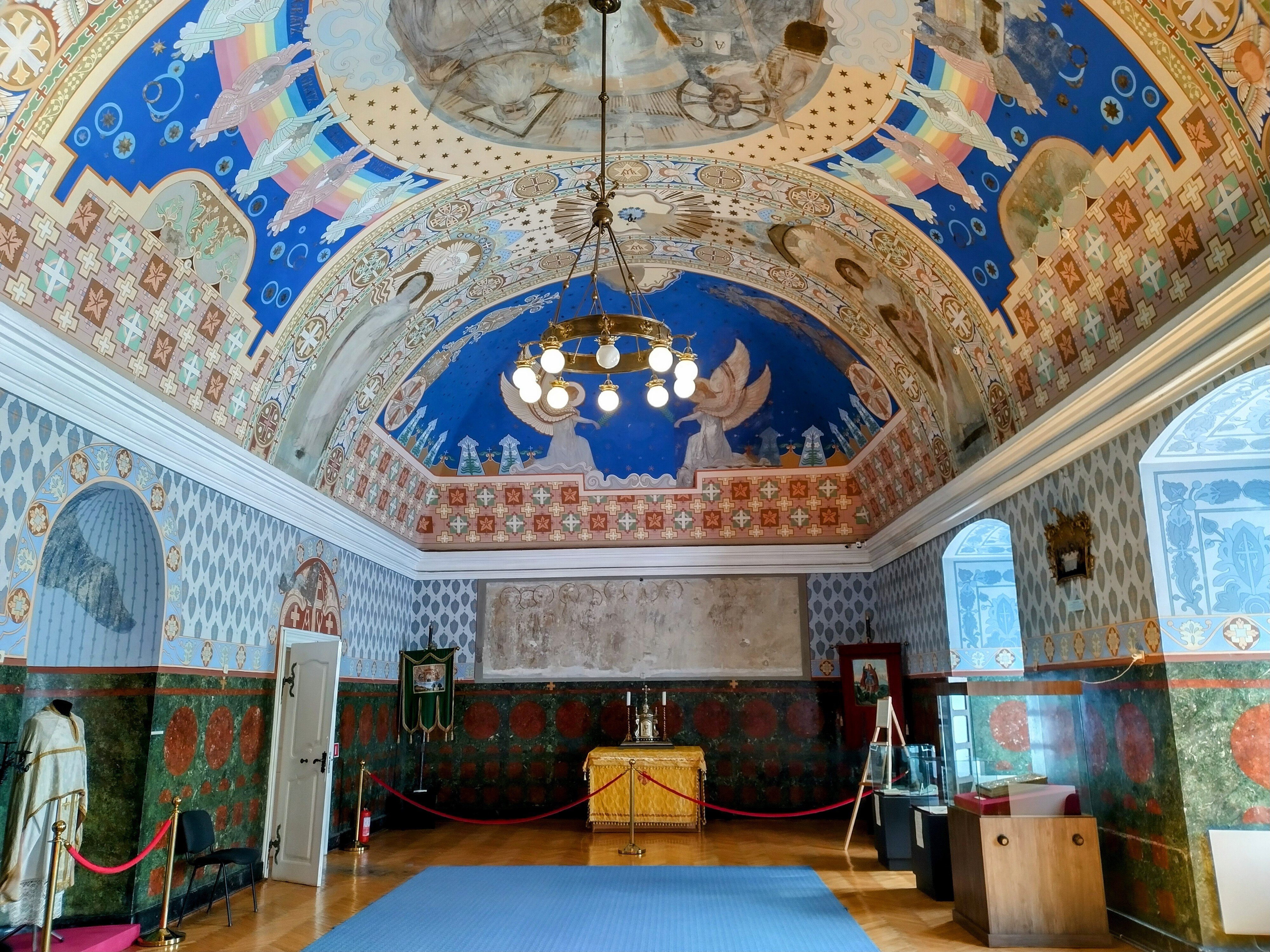
Інтер'єр музею

Наступний зал вводить в багатий світ птахів, звірів і риб. Тут розташовані діорами «Буковий ліс», «Бурий ведмідь», біогрупи «Бугай», «Норки», «Фазани», «Куниця кам'яна», «Болотяна сова», «Дятел», «Лиска», «Лелека білий». Також тут об'єднано в окремий розділ їстівні та отруйні гриби, а також різні рослини.

### Експозиція відділу археології
Експозиція відділу археології розміщена у трьох залах. У першому подано відомості про відомих дослідників старожитностей Закарпаття Йосипа Янковича, Ярослава Бема, Елемира Затлукала, Петра Сову, Федора Потушняка, Маркіяна Смішка, Василя Бідзілю, Тиводара Легоцького. Тут же експонуються архівні матеріали й археологічні знахідки останнього. Експонати другого залу висвітлюють тему «Закарпаття в епоху давньої кам'яної доби-палеоліту». В експозиції експонується діорама найдавнішої в Україні королівської стоянки, кам'яні вироби, череп і роги гігантського оленя, подана карта основних палеолітичних і мезолітичних пам'яток краю. В третьому залі експозиція «Закарпаття в епоху нової кам'яної доби-неоліту». Тут експонуються вироби з каменю та мальовнича кераміка.

### Експозиція відділу історії та культури Закарпаття
Експозиція «З історії Ужгорода та Ужгородського замку» знаходиться на другому поверсі головного корпусу замку. У ній представлені пам'ятки доби палеоліту та неоліту, фрагменти кераміки мідної доби, наконечник списа епохи бронзи з Радванки, глиняний посуд залізної доби Замкової гори. Також експонується слов'янська урна Празької культури VI—VII століть н.е та слов'янські пам'ятки Замкової гори IX—XII століть.
Окремий розділ становлять цінні пам'ятки, які висвітлюють історію Ужгорода XVI—XVIII століть. Це, зокрема, фрагменти кахлів із зображенням герба довголітніх володарів міста й замку-Другетів, вивіски Ужгородського цеху чоботарів і зброярського цеху XVIII століття, цехівка Ужгородського цеху шевців XVIII століття, різьблена цехова скринька XVII століття, дерев'яна форма XVI століття, для виготовлення медівника, висячі замки, ключі XVII—XVIII століть, герб Ужгорода та інші.

В іншому розділі експозиції привертають увагу кінська збруя, шпори, порохівниця, сокири, підкови, люльки, ключ Ужгородського замку XVII століття, нагрудник лицарів із зображенням Богоматері з немовлям, шкіряна мисливська сумка й орнаментована баклага та різьблені люльки XVIII століття, пояс шкіряний і металева коробка для тютюну XVII століття, фокоші декоративні XVII—XVIII століть, кіраса і шолом воїна XVII століття, гарматні залізні ядра XVII століття тощо. Також тут можна побачити зброю куруців XVII—XVIII століть (меч, шабля, булава, кремнієвий пістолет), монети періоду визвольної війни 1703—1711 років, книги XVIII століття, бронзовий рельєф керівника визвольної війни Ференца II Ракоці і його соратників, портретне зображення володаря Ужгородського замку Міклоша Берчені та інші.

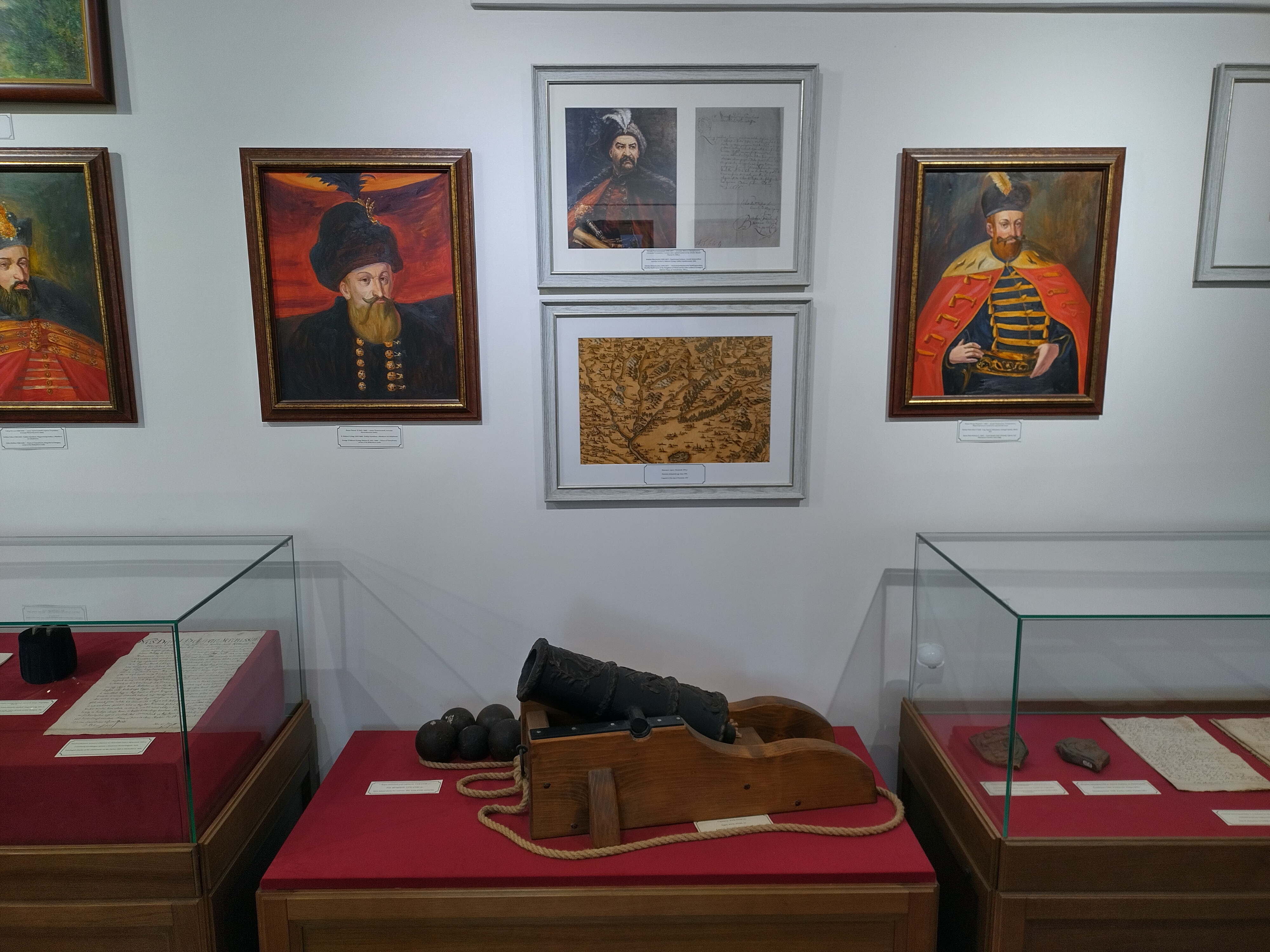
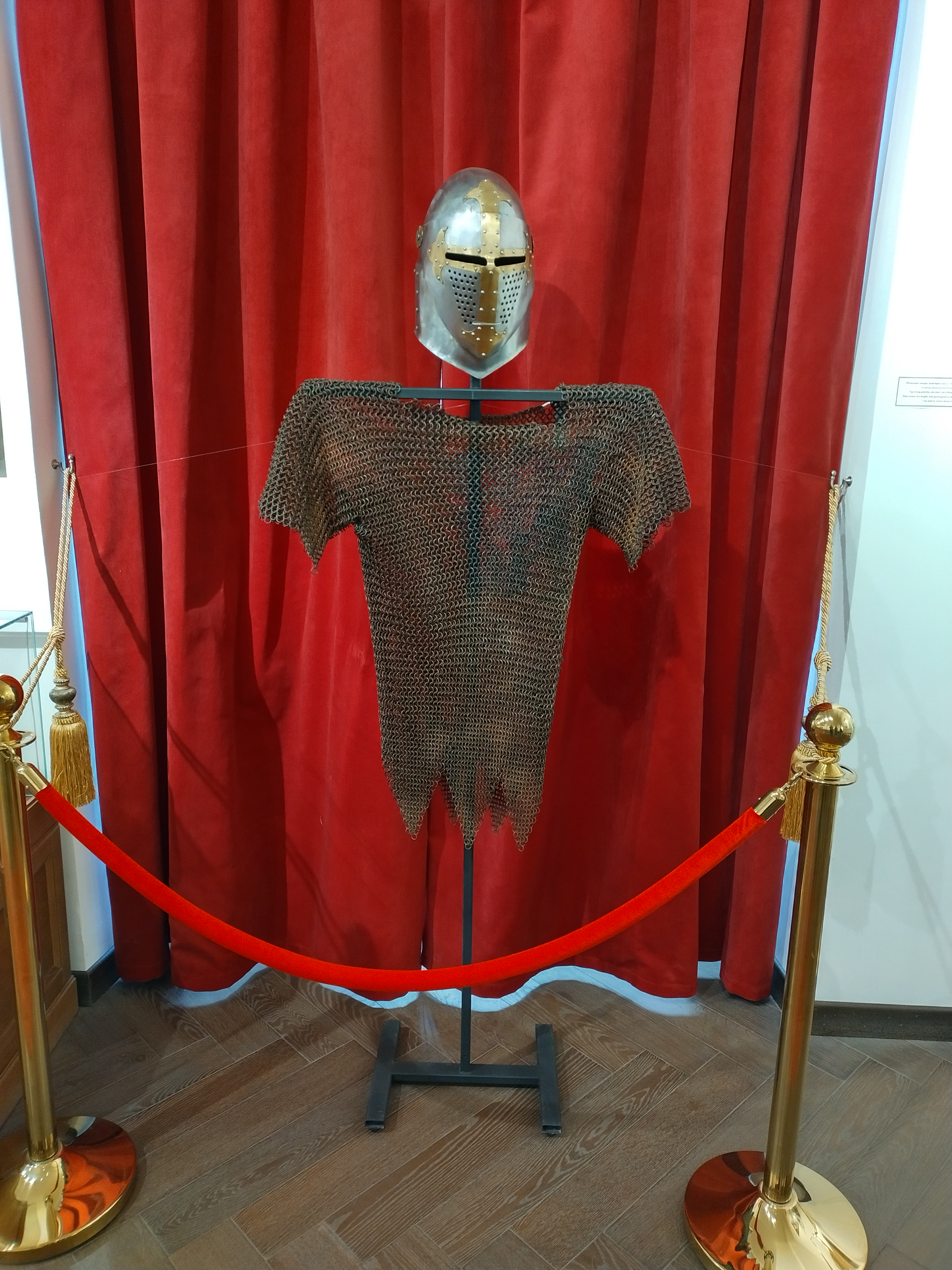
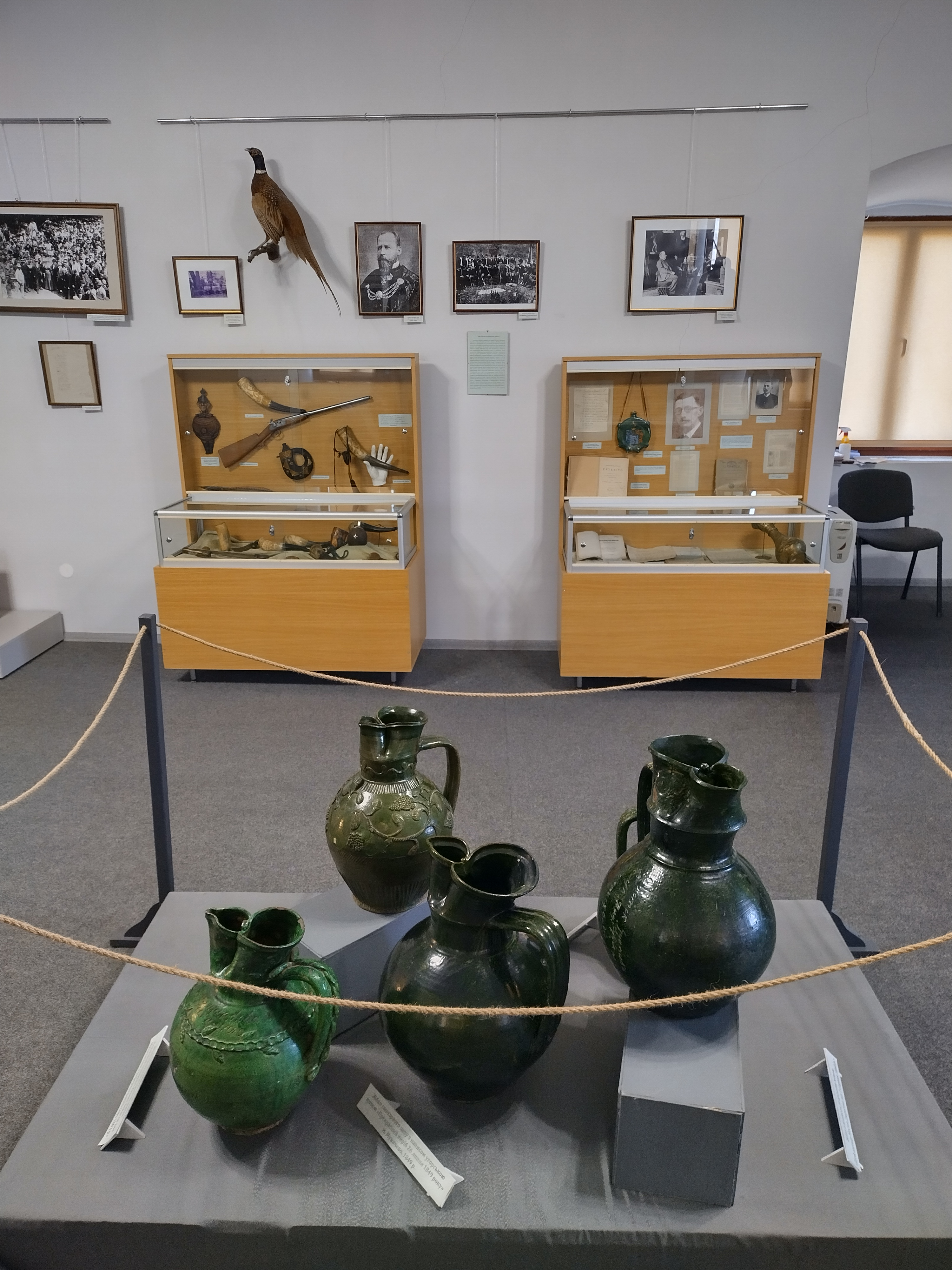
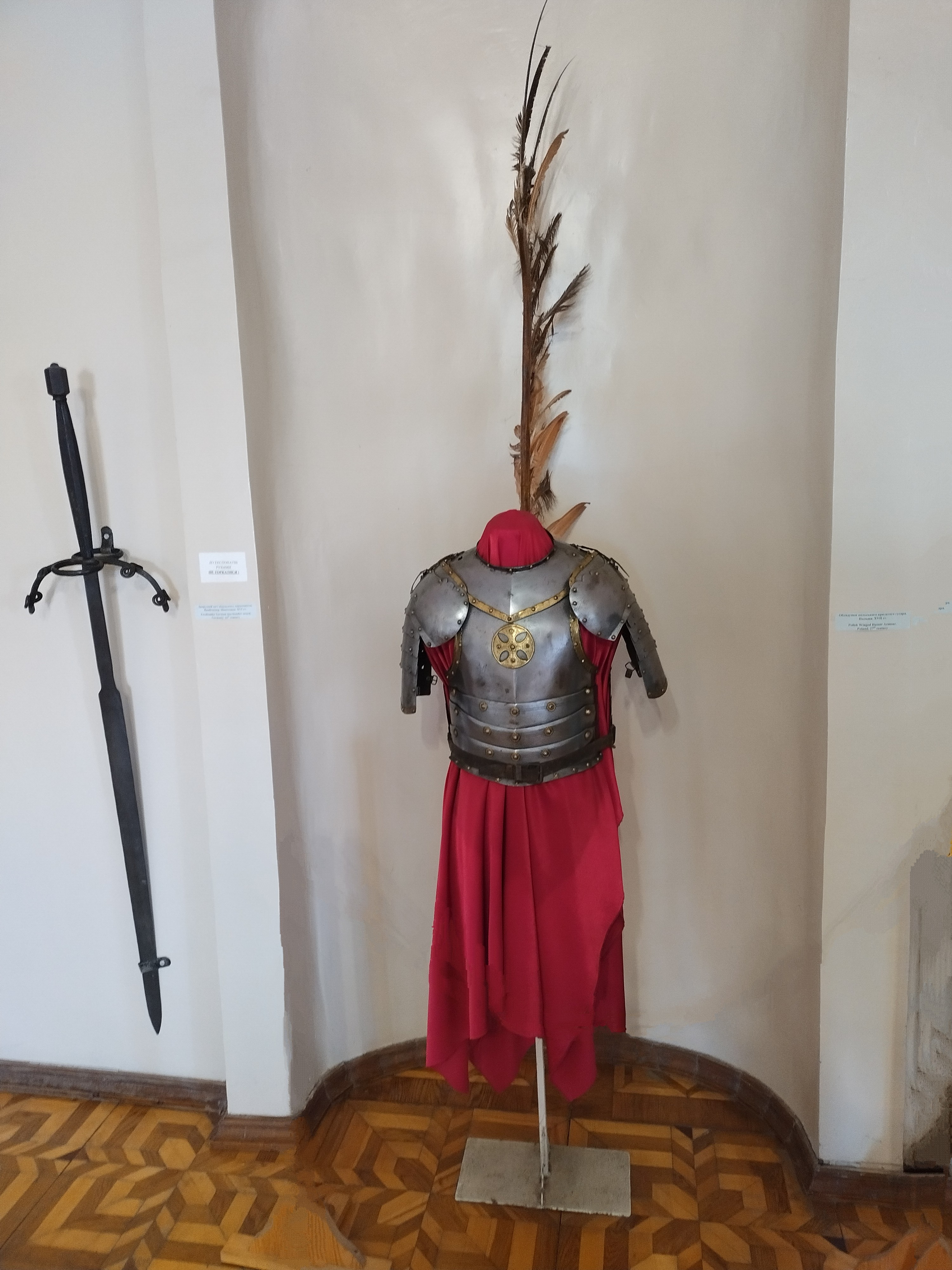
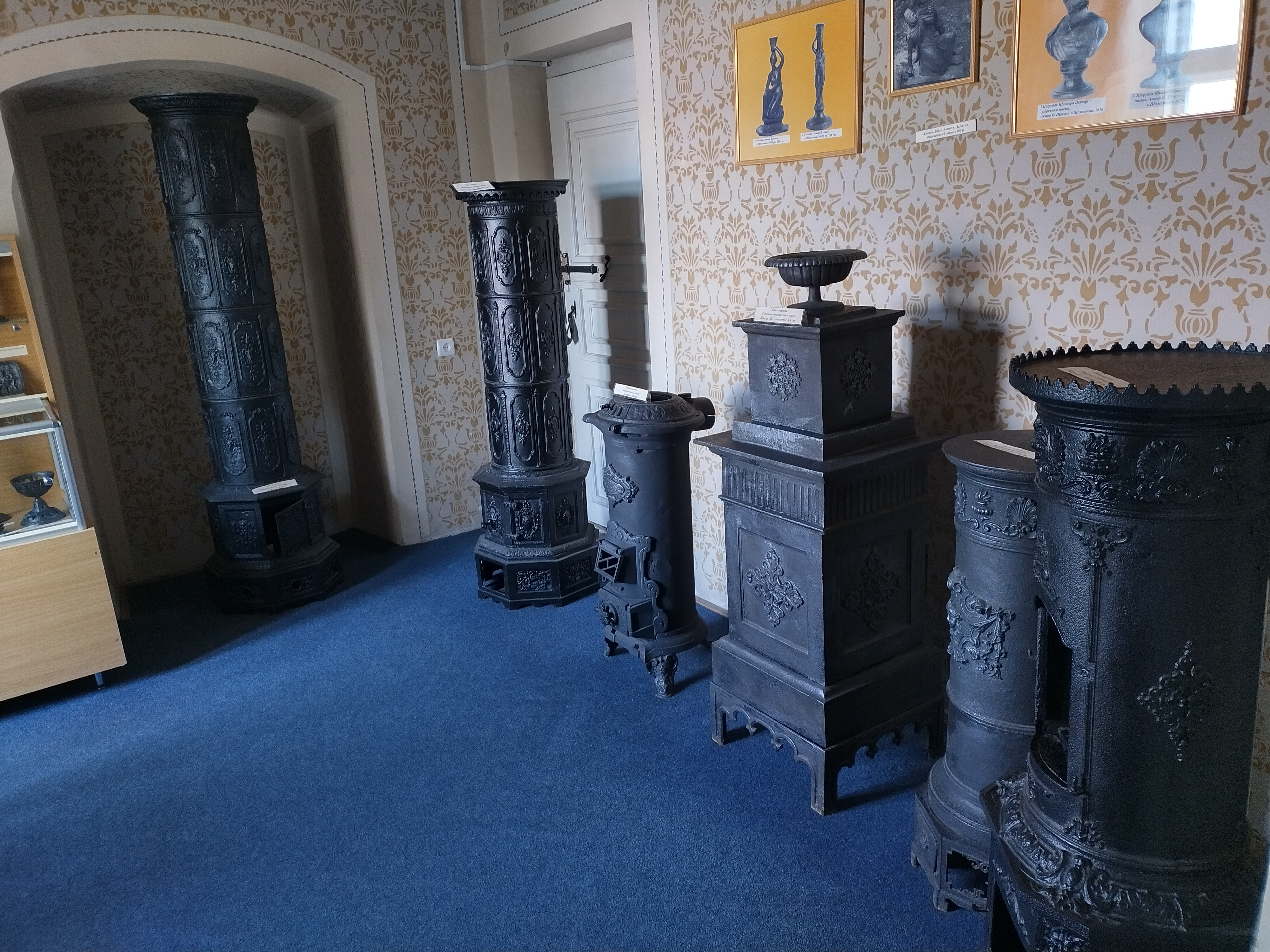

### Народні музичні інструменти Закарпаття
Експозиція репрезентує народні музичні інструменти Закарпаття XIX—XX століть різних видів — ударні, мембранні, струнні, духові, а також механічні музичні інструменти і апарати початку XX століття

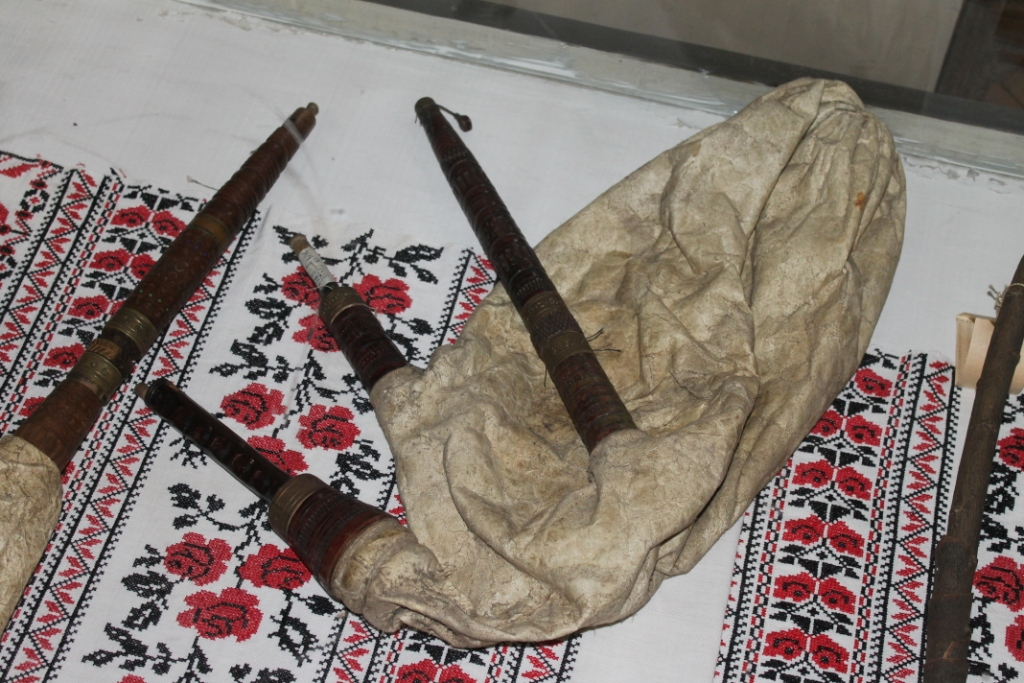
Коза
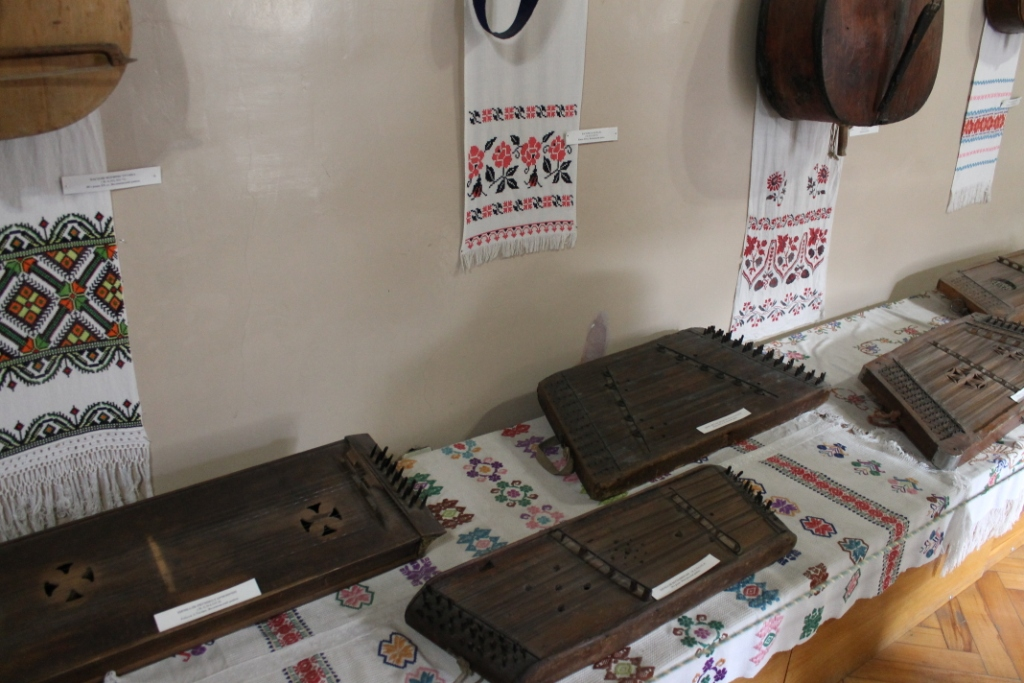
Колекція цимбал
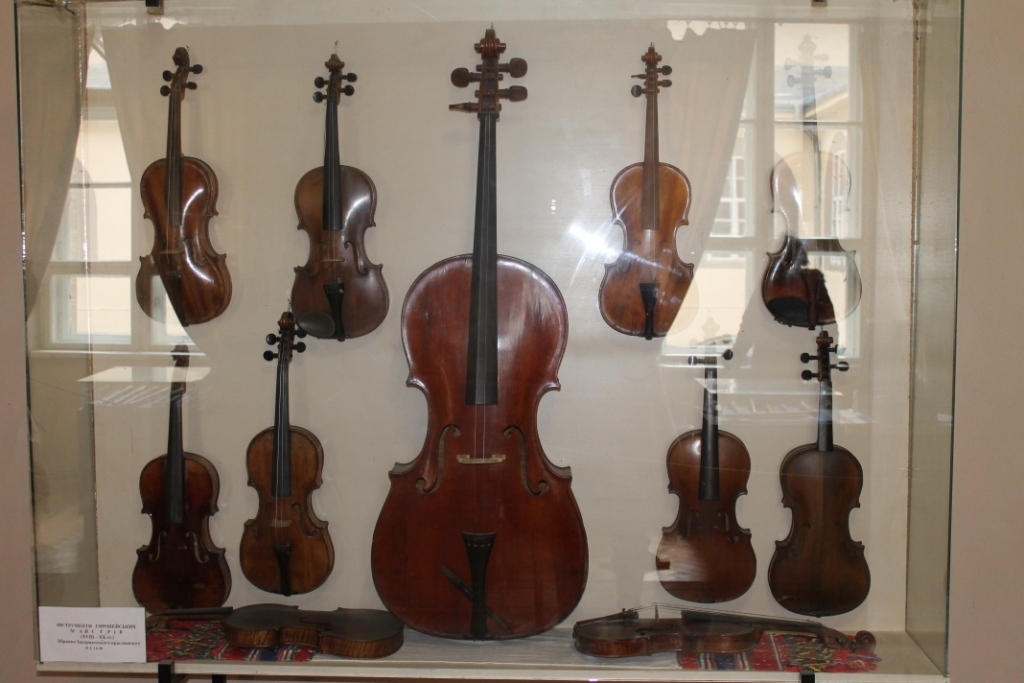
Струнно-смичкові інструменти
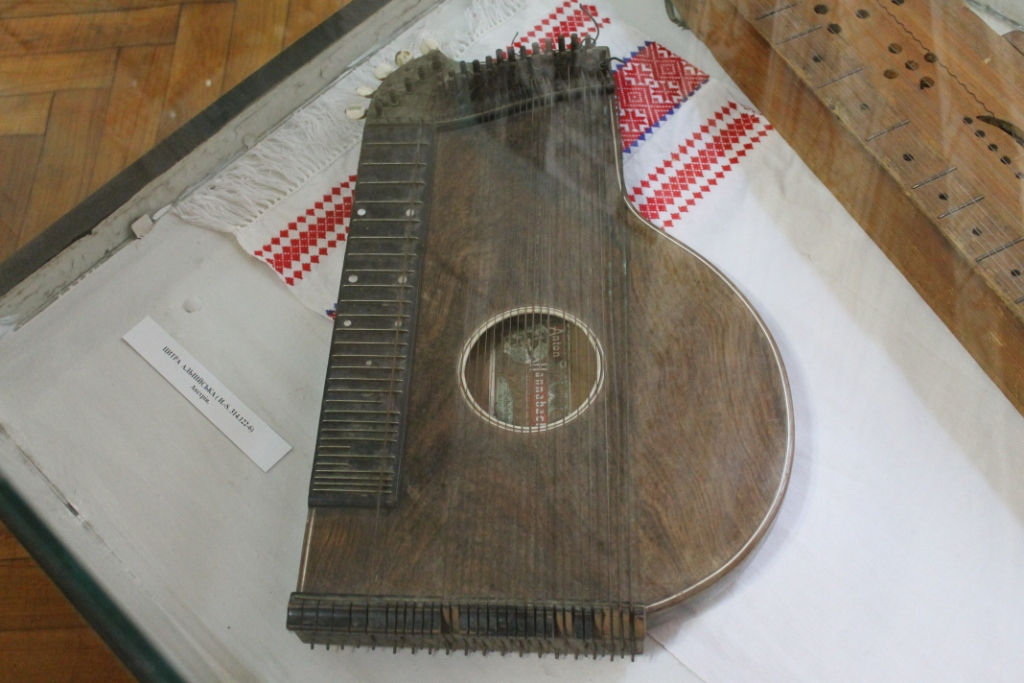
Цитра
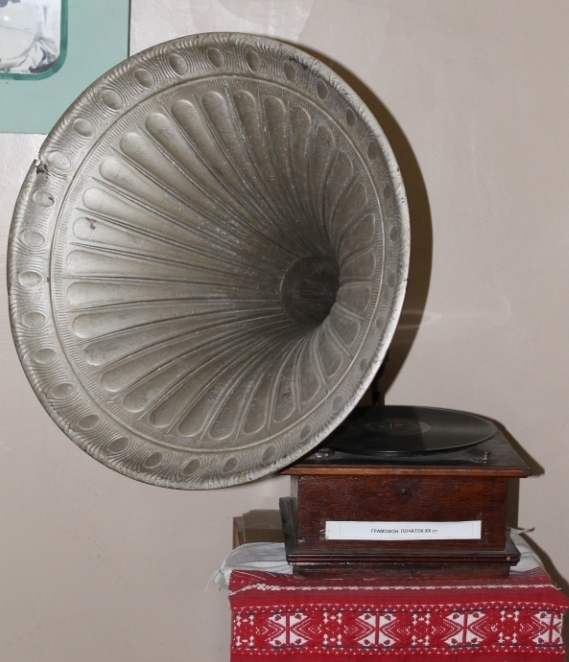
Грамофон
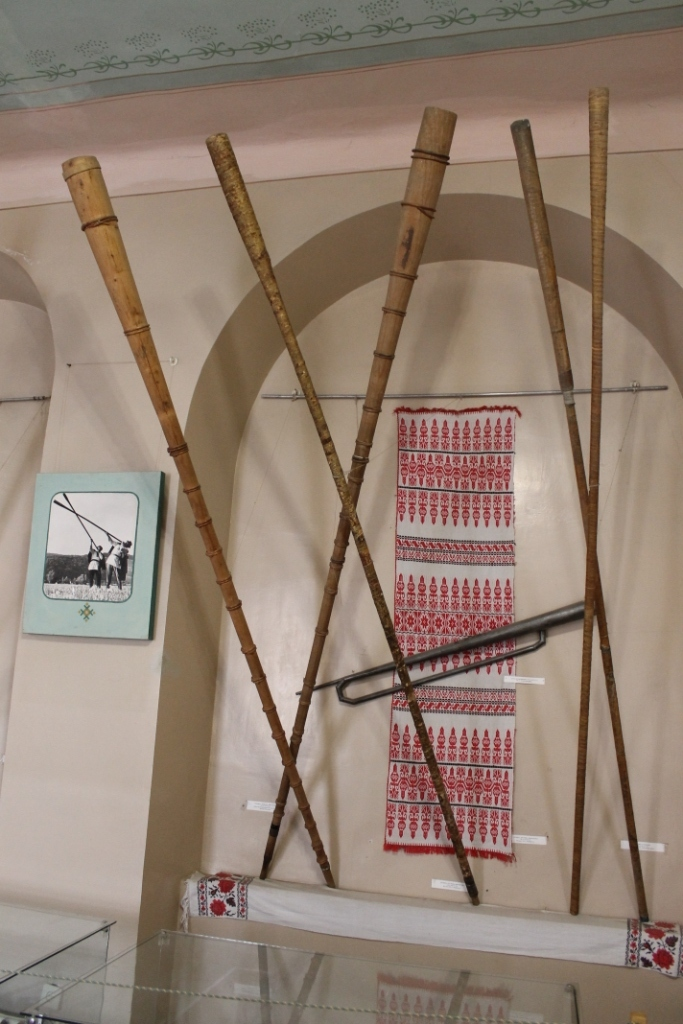
Колекція духових — трембіти і труба
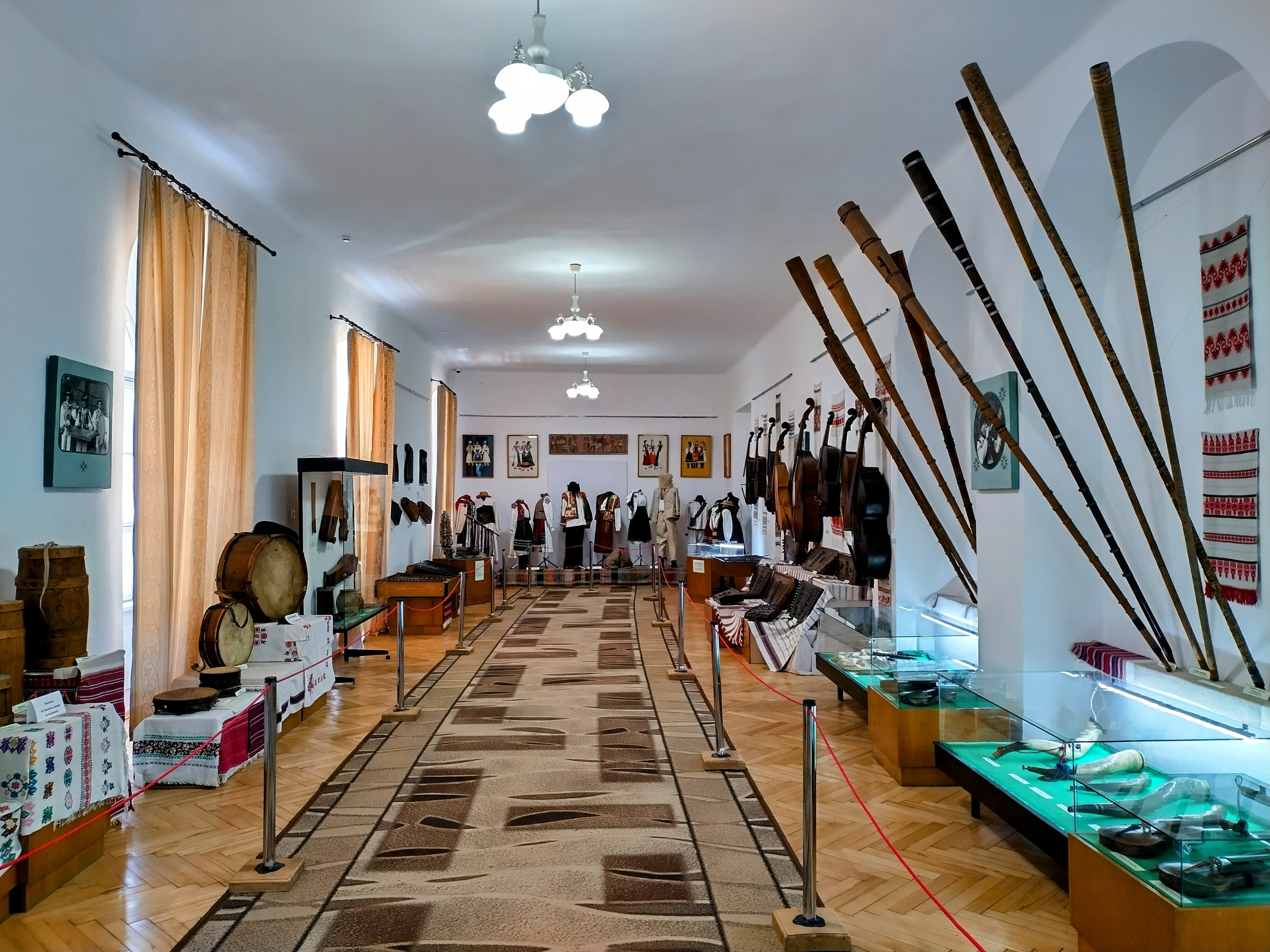
Інтер'єр експозиції